# Appennino piacentino
L'Appennino piacentino è un tratto dell'Appennino ligure compreso entro i confini della provincia di Piacenza, nella regione italiana dell'Emilia-Romagna. Confina a est con la provincia di Parma, a sud con la provincia di Genova, a ovest con quelle di Alessandria e di Pavia.
Comprende, da est a ovest, le valli: val d'Arda, val Nure, Val d'Aveto, Val Trebbia, Val Luretta, val Tidone, val Boreca e numerose altre vallate secondarie.
L'unico fiume che scorre su questo tratto d'Appennino è la Trebbia. Numerosi sono invece i torrenti che scendendo dai rilievi sfociano nel Po: l'Ongina, l'Arda, il Chiavenna, il Chero, il Nure, lo Stirone, la Luretta, il Tidone.

## Descrizione
L'Appennino piacentino, nella zona ovest, vede quattro comuni (Castel San Giovanni, Ziano Piacentino, Nibbiano e Caminata) che formano la parte collinare della Val Tidone, che confina con la Provincia di Pavia. Nei comuni di Ziano Piacentino, Nibbiano e Caminata, iniziano a comparire i primi rilievi di modesta altitudine (500–700 m.s.l.m.), il Monte Bissolo (560 m), il Monte Pian del Poggio (802 m) e il Monte Bono (725 m), in questa zona il torrente Tidone entra in provincia di Piacenza dalla Provincia di Pavia e, grazie allo sbarramento della diga del Molato, forma il lago di Trebecco. I torrenti principali sono: il Tidone, il Bardonezza, il Rio Carona, il Rio Boriacco, il Rio Lora e il Rio Carogna nel comune di Castel San Giovanni; il Gualdora nel comune di Nibbiano. Gli abitati più alti sono Stadera (562 m), Trebecco (516 m) nel comune di Nibbiano, Moncasacco (601 m) e Ca' Nova (584 m) nel comune di Caminata.
Più a sud, sempre al confine con la Provincia di Pavia, il comune di Pecorara possiede alcuni dei monti più alti della val Tidone piacentina e forma la parte montana di questa zona di confine, con i monti Aldone (810 m), Ciarello (714 m), Fernico (669 m), Serenda (759 m), Variola (875 m), Lazzaro (987 m), Lazzarello (866 m), Mosso (1008 m) e Pietra Corva (1078 m) ai cui piedi sorge il Giardino botanico alpino di Pietra Corva, per una parte anche in territorio pavese, e che racchiude numerose specie vegetali di diverse aree.
Il torrente Tidoncello attraversa il comune di Pecorara in tutta la sua larghezza e sfocia nel Tidone dalle parti di Nibbiano. Gli abitati più alti sono Marzonago (585 m), Servizzano (600 m), Caprile (701 m), Busseto (628 m), Cicogni (701 m), Passo della Crocetta (928 m), Praticchia (842 m), Lazzarello (788 m), Madonna della Torrazza (640 m), Case Fracchioni (530 m), Poggio Moresco (525 m) e la stessa Pecorara a 508 m.s.l.m.
Più all'interno la Val Tidone prosegue con i comuni collinari di Agazzano e Pianello, i cui rilievi principali sono il San Martino (494 m) e, in comune con Pecorara, il Monte Bono, Aldone e Ciarello, rispettivamente di 725 m, 810 m e 714 m.
Il comune di Pianello è attraversato, oltre che dal Tidone, anche dal Chiarone e dal Lisone. Ad Agazzano scorre anche il Luretta; infatti il comune di Agazzano è diviso tra Val Tidone e Val Luretta. Gli abitati di questi comuni, sono tutti al di sotto dei 600 m.s.l.m. Il più alto è Rocca d'Olgisio a 566 m.s.l.m.
Sul confine con la Provincia di Pavia vi sono i comuni di Bobbio, Corte Brugnatella, Cerignale e Zerba, posti in Val Trebbia, Val d'Aveto e Val Boreca.
Il Comune di Bobbio è attraversato da torrenti minori: il Rio Dorba, il Dorba di Bobbiano, il Dorbida, il Bobbio e il Carlone.
il monte più alto è il Monte Penice (1460 m), vicino al quale si trova il Passo del Penice (1149 m) e le piste da sci alpino Bobbio-Passo Penice. Pochi chilometri a sud si trova il Monte Scaparina (1157 m) con le piste da sci nordico di Ceci. Altri monti sono il Monte Lago (1125 m), dove a qualche chilometro di distanza ma già in territorio pavese si trovano le piste da sci alpino di Cima Colletta, la Cima delle Scalette (1177 m), il Bricco di Carana (805 m), il Gavi (1018 m), la Pietra Marcia (722 m), la Pietra Parcellara (836 m), il Monte Lazzaro (987 m), il Crigno (807 m), il Mosso (1008 m), il Pietra di Corvo (1078 m), il Groppo (1000 m) e il Pradegna (960 m), la maggior parte dei quali sono in comune con altri comuni o altre province.
I paesi più alti si trovano tutti ai piedi del Monte Penice: Sassi Neri (1034 m), Passo del Penice (1149 m), Monte Penice (1460 m), Ceci (920 m).
Andando verso sud si trova il comune di Corte Brugnatella, diviso tra Val Trebbia e Val d'Aveto. In esso si trovano delle magnifiche gole sia della Trebbia, che dell'Aveto e numerosi monti al di sopra dei 1000 m.s.l.m. come la Cima delle Scalette (1177 m), i Groppi di Colleggio (1061 m), il Bricco di Forca (1048 m), il Monte Rocchetta (1117 m) e il Monte Zuccaro (1074 m). I paesi più alti sono Castelvetto (1025 m) e Metteglia (1059 m).
Più a sud si estendono il comune di Cerignale e i monti Bellocchio (1142 m), Delle Tane (1198 m), Gorelle (1186 m), Veri (1123 m) e Ronco Marcon (1108 m). I fiumi che attraversano il comune sono la Trebbia e il torrente Aveto. Non vi sono paesi a di sotto dei 450 m, il più basso è Ponte Organasco a quota 457 m. Il più alto è Selva di Cerignale (1060 m), ma sono alti anche Rovereto (1034 m), Cariseto (982 m), Oneto (811 m) e lo stesso Cerignale di 708 m.s.l.m.
Nella zona di Ponte Organasco il fiume Trebbia segna per un piccolo tratto il confine regionale con la Lombardia, vi sfocia il torrente Avagnone che percorre tutto il tratto pavese della val Trebbia nel comune di Brallo di Pregola (PV).
Zerba è il secondo comune più alto della provincia, dopo Ferriere. La Trebbia ne attraversa solo un piccolissimo tratto sul confine con il comune di Ottone, il resto del comune di Zerba è attraversato dal torrente Boreca. Il monte più alto del comune è il Monte Lesima (1724 m), uno dei più alti della provincia, poi si trovano il Tartago (1688 m), il Monte Chiappo (1700 m) e il Monte Cavalmurone (1670 m). Il comune possiede anche il paese più alto della provincia: Capanne di Cosola, a 1500 m.s.l.m. che segna il confine tra le province di Piacenza, Pavia e Alessandria. Il secondo paese più alto della provincia è Capannette di Pej a ben 1464 m.s.l.m., si trovano poi Pej (1193 m), Vesimo (1020 m) e la stessa Zerba, che è il capoluogo di comune più alto della Provincia di Piacenza a 900 m.s.l.m. Sul Monte Chiappo una seggiovia porta alla località pavese di Pian del Poggio nella quale sono presenti delle piste da sci alpino. Tornando verso Bobbio è presente una fascia collinare che non confina con la Provincia di Pavia e che si trova nel punto in cui la Trebbia acquista un carattere fluviale e non più torrentizio. Si tratta dei Comuni di Rivergaro e Travo, il cui punto più importante ed alto è l'insieme delle pietre Parcellara, Marcia e Perduca. Importanti sono anche il monte Dinavolo (702 m), Viserano (719 m) e Barbieri (865 m).
Salendo di quota si trovano i comuni di Coli e Ottone con numerosissimi monti: Monte Armelio (903 m), Gavi (1018 m), Belvedere (1052 m). Gonio (1125 m), Poggio Alto (1237 m), Parrocchiale (1131 m), Tre Abati (1072 m), Costa Monte Capra (1310 m), Monte Sant'Agostino (1256 m), Aserei (1432 m), Zuccaro (1074 m), Monte Cavalmurone (1670 m), Carmo (1640 m), Ronconovo (1523 m), Zucchello (1416 m), Dego (1427 m), Spinarola (1226 m) e Monte Alfeo (1650 m). La zona compresa tra l'Alfeo e il Cavalmurone è compresa nella Val Boreca. I paesi più alti sono Bertone (1068 m), Pizzonero (1034 m), Artana (1138 m), Bogli (1067 m), Pescina (1019 m), Oratorio di Sant'Agostino (1010 m) e Passo Santa Barbara (1151 m).
I monti più alti dell'Appennino Piacentino si trovano in Val Nure. Una fascia basso collinare comincia dalla parte meridionale del comune di San Giorgio Piacentino (con colli che raggiungono un'altezza massima di 267 m),  una fascia alto collinare inizia nei comuni di Vigolzone e Ponte dell'Olio, prima con monti di 600–700 m, poi verso i comuni di Bettola e Farini anche di 800–1200 m, per finire a Ferriere con altezze delle montagne comprese tra i 900 m e i 1800 m. I rilievi più rilevanti nei comuni di Ponte dell'Olio e Vigolzone non superano o sono di poco superiori ai 700 mtr con il Monte Santo (675 m) nel primo comune ed il Monte Dinavolo (702 m) nel secondo, mentre a Bettola e Farini si ergono il Monte Solio (928 m), il Monte Zucchero (1027 m), il Monte Osero (1301 m), il Monte Santa Franca (1317 m), il Monte Piatello (1222 m), il Rocchetta (1111 m), l'Albareto (1257 m), il Cinque dita (1081 m), il Menegosa (1356 m), il Morfassina (1336 m), la Chiappa della Pennula (1274 m) e l'Aserei (1432 m).
Ferriere è il comune con i monti più alti dell'Appennino Piacentino e anche dell'Appennino Ligure: il più alto in assoluto è il Monte Maggiorasca, di 1804 m, poi si trova il Monte Bue (1780 m) su cui si trova una seggiovia che porta a Santo Stefano d'Aveto e a Prato Cipolla, alle pendici di questo monte sono presenti anche delle piste da sci alpino a da sci di fondo, altri monti sono il Monte Ragola (1772 m), il Monte Nero (1752 m), il Monte Ragolino (1647 m), il Monte Groppo Rosso (1595), la Ciapa Liscia (1592 m), il Monte Crociglia (1578 m), il Camulara (1563 m), il Carevolo (1552 m), l'Armano (1440 m), lo Zovallo (1492 m), il Groppo di Pertuso (1396 m), il Prelo (1460 m), il Roccone (1416 m), il Poggio dell'Orlo (1509 m), il Megna (1380 m), la Rocca Michini (1120 m), il Roccaccia (1350 m), il San Martino (1203 m), la Costa dell'Erbone (1294 m), il Rocchenere (1304 m), i Groppi di Lavezzara (1286 m), La Pietra Marcia (1178 m), La Costa della Rovina (1234 m), il Monte di Cornin (1372 m) e il Ronco Marcon (1108 m).
Nel comune di Ferriere si trovano anche numerosi laghi: il Lago Nero, il Lago Bino, il lago Moo, e prati paludosi come il Lagasso, Prato Molle, Prato Grande ed altri.
La Val d'Arda, la Val Chiavenna, La Val Chero, la Val Riglio e la Val Vezzeno formano insieme ad altre vallate scavate da torrenti quali il Riglio, lo Stirone, il Rosello, il Borla, il Lubiana, il Lavaiana ed altri, la parte est dell'Appennino Piacentino, in cui i monti sono per lo più calanchi e vi sono numerose tracce del mare che si trovava in questo luogo milioni e milioni di anni fa. Proprio per la presenza di fossili sono state create due riserve naturali: La Riserva naturale geologica del Piacenziano e il Parco fluviale regionale dello Stirone.
Le uniche montagne che superano i 1000 metri si trovano nel comune di Morfasso (Monte Lana, Santa Franca, Menegosa, Lama, Groppo di Gora e Carameto), nel comune di Gropparello un solo monte supera di poco i 1000 metri: l'Obolo (1098 m), tutti gli altri sono inferiori ai 750, nei comuni di Vernasca e Lugagnano Val d'Arda i monti non superano i 950 m, a Castell'Arquato i 450 m, a Carpaneto Piacentino i 400 m e infine sono presenti rilievi collinari, che superano di poco i 200 m, tra la val d'Ongina e val Stirone in alcune frazioni del territorio comunale di Alseno. 
Il comune di Morfasso ospita il Parco provinciale Monte Moria e numerosi laghi quali il Lago del Gallo, il Lago del Rudo e l'artificiale Lago di Mignano.

## Paesaggio
Caratterizzato, per la parte sud, da montagne di una discreta altezza: monte Alfeo (1651 m), monte Bue (1777 m), monte Carmo (1640 m), monte Cavalmurone (1671 m), monte Chiappo (1700 m), monte Legnà (1669 m), monte Lesima (1724 m), monte Maggiorasca (1803 m), monte Nero (1752 m), monte Penice (1460 m). Le vallate impervie e le non agevoli vie di comunicazione hanno permesso una buona conservazione delle risorse naturali, sia paesaggistiche che biologiche.
Verso nord degrada in una zona di alta e media collina (Colli piacentini), discretamente coltivata, fino a spegnersi nella Pianura Padana.

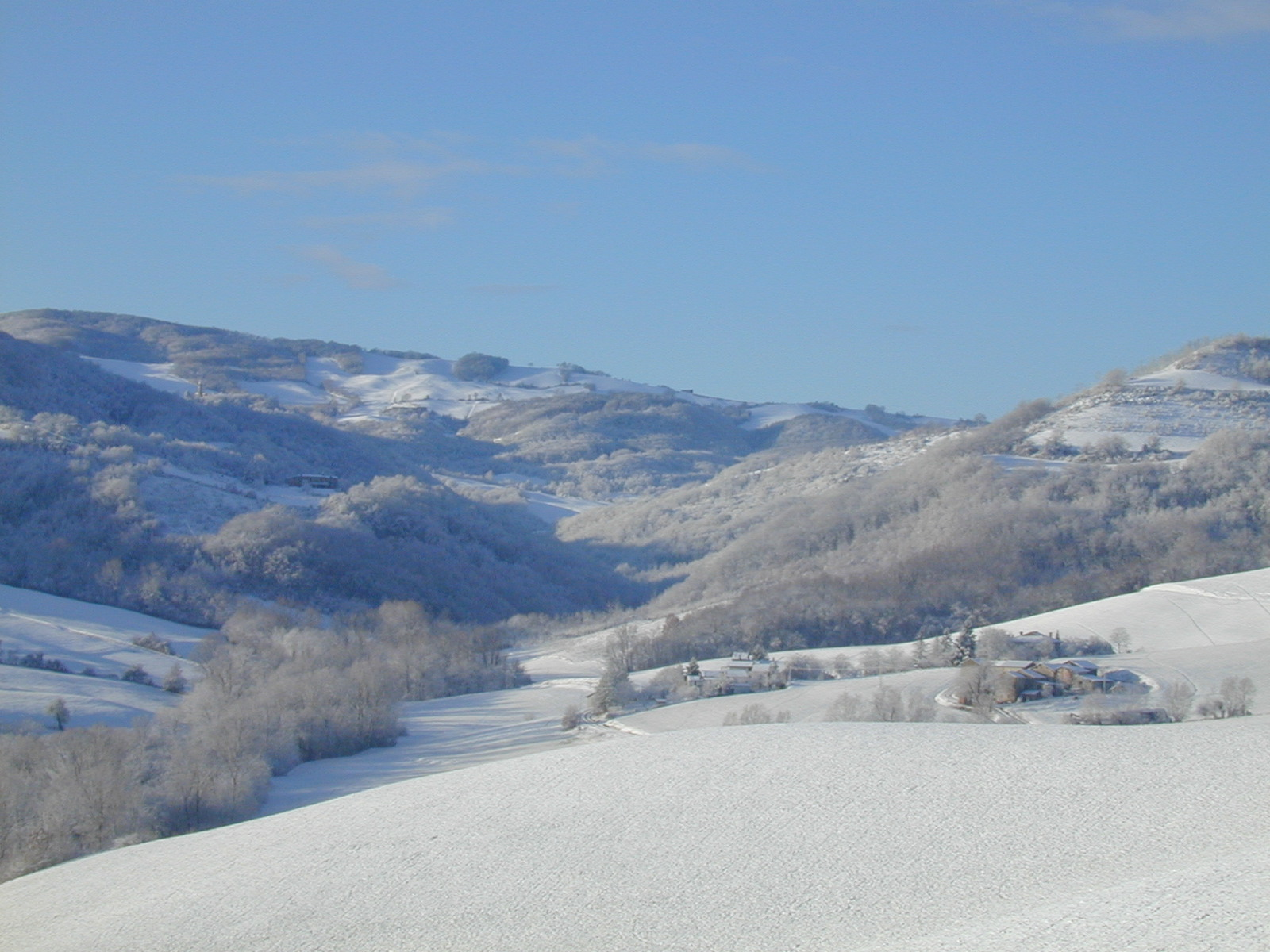
La parte collinare, val Luretta in inverno

## Economia
Nella parte montana si è sviluppato un turismo sia residenziale (seconde case) che di passaggio, favorito dalla tranquillità e dalla natura incontaminata, per gli amanti del fiume e degli sport acquatici la Trebbia offre acque limpide e discese per canoa e rafting.
La parte collinare che offre paesaggi morbidi con numerose vestigia del passato, innumerevoli castelli e città d'arte (Bobbio, Castell'Arquato), è territorio di produzione vinicola DOC (tra cui si ricordano Trebbianino, Gutturnio e Ortrugo) da accompagnare alla cucina piacentina.

## Suddivisione amministrativa
Il territorio dell'Appennino piacentino è compreso nelle Comunità Montana valli del Nure e dell'Arda, Comunità Montana valle del Tidone e Unione Montana Valli Trebbia e Luretta.

## Cultura
La parte centrale e quella ovest fanno parte della zona delle Quattro province, territorio culturalmente omogeneo caratterizzato da usi e costumi comuni e da un repertorio di musiche e balli molto antichi. Strumento principe di questa zona è il piffero (oboe popolare) che accompagnato dalla fisarmonica e un tempo dalla müsa (cornamusa appenninica) anima le feste e i momenti importanti della vita dei paesi.

## Vette
| Valle      | Vetta              | Altezza [m] |
| ---------- | ------------------ | ----------- |
| Val d'Arda | Monte Giogo        | 460         |
| Val d'Arda | Monte Moria        | 901         |
| Val d'Arda | Monte Lana         | 1008        |
| Val d'Arda | Monte di Lama      | 1345        |
| Val d'Arda | Groppo di Gora     | 1306        |
| Val d'Arda | Monte Carameto     | 1318        |
| Val d'Arda | Monte Cravola      | 1185        |
| Val d'Arda | Croce dei segni    | 1072        |
| Val Perino | Monte Zucchero     | 1027        |
| Val Perino | Monte Rocchetta    | 1111        |
| Val Perino | Monte Piatello     | 1222        |
| Val Perino | Monte Osero        | 1301        |
| Val Tidone | Monte Bissolo      | 560         |
| Val Tidone | Monte Mosso        | 1008        |
| Val Tidone | Monte Pietra Corva | 1078        |
| Val Tidone | Monte Aldone       | 810         |

### Val d'Aveto
- Monte Rocchetta (1117 m)
- Bricco di Forca (1048 m)
- Ronco Marcon (1108 m)
- Groppi di Lavezzara (1286 m)
- Pietra Marcia (1178 m)
- Monte Carevolo (1552 m)
- Monte Crociglia (1578 m)
- La Ciapa Liscia (1592 m)
- Monte Groppo Rosso (1595 m)
- Monte di Cornin (1372 m)
- Monte Oramara (1522 m)

### Val Boreca
- Monte Lesima (1724 m)
- Monte Tartago (1688 m)
- Monte Chiappo (1700 m)
- Monte Cavalmurone (1670 m)
- Monte Alfeo (1650 m)
- Monte Legnà (1669 m)
- Monte Carmo (1640 m)
- Monte Ronconovo (1523 m)
- Monte Zucchello (1416 m)
- Poggio Rondino (1630 m)

### Val Nure
- Rocca del Lupo (608 m)
- Monte Obolo (1098 m)
- Monte Santa Franca (1317 m)
- Monte Morfassina (1336)
- Monte Menegosa (1356 m)
- Roccia Cinque Dita (1081 m)
- Monte Chiappa della Pennula (1274 m)
- Monte Albareto (1257 m)
- Monte San Martino (Emilia-Romagna) (1203 m)
- Costa dell'Erbone (1294 m)
- Roccaccia (1350 m)
- Rocchenere (Emilia-Romagna) (1304 m)
- Monte Megna (1380 m)
- Rocca Michini (1120 m)
- Monte Roccone (1416 m)
- Monte Prelo (1460 m)
- Poggio dell'Orlo (1509 m)
- Groppo di Pertuso (1396 m)
- Monte Camulara (1563 m)
- Monte Ragolino (1563 m)
- Monte Ragola (1772 m)
- Costa della Rovina (1234 m)
- Monte Zovallo (1492 m)
- Monte Nero (1752 m)
- Monte Armano (1440 m)
- Monte Bue (1780 m)
- Monte Maggiorasca (1804 m)
- Monte Roncalla (1685 m)

### Val Perino
- Monte Zucchero (1027 m)
- Monte Rocchetta (1111 m)
- Monte Piatello (1222 m)
- Monte Osero (1301 m)

### Val Trebbia
- Pietra Perduca (659 m)
- Pietra Marcia (722 m)
- Pietra Parcellara (836 m)
- Il Groppo (1000 m)
- Monte Penice (1460 m)
- Monte Scaparina (1157 m)
- Monte Lago (1125)
- Monte Gavi (1018 m)
- Monte Parrocchiale (1131 m)
- Monte Belvedere (Emilia-Romagna) (1052 m)
- Monte Gonio (1125 m)
- Poggio Alto (1237 m)
- Costa Monte Capra (1310 m)
- Monte Tre Abati (1072 m)
- Monte Sant'Agostino (1256 m)
- Monte Zuccaro (1074 m)
- Monte Aserei (1432 m)
- Cima delle Scalette (1117 m)
- Groppi di Colleggio (1061 m)
- Monte Bellocchio (1142 m)
- Monte delle Tane (1198 m)
- Monte Gorelle (1186 m)
- Monte Veri (1123 m)
- Monte Spinarola (1226 m)
- Monte Dego (1427 m)

### Val Tidone
- Monte Bissolo (560 m)
- Monte Mosso (1008 m)
- Monte Pietra Corva (1078 m)
- Monte Aldone (810m)